# Zapylenie

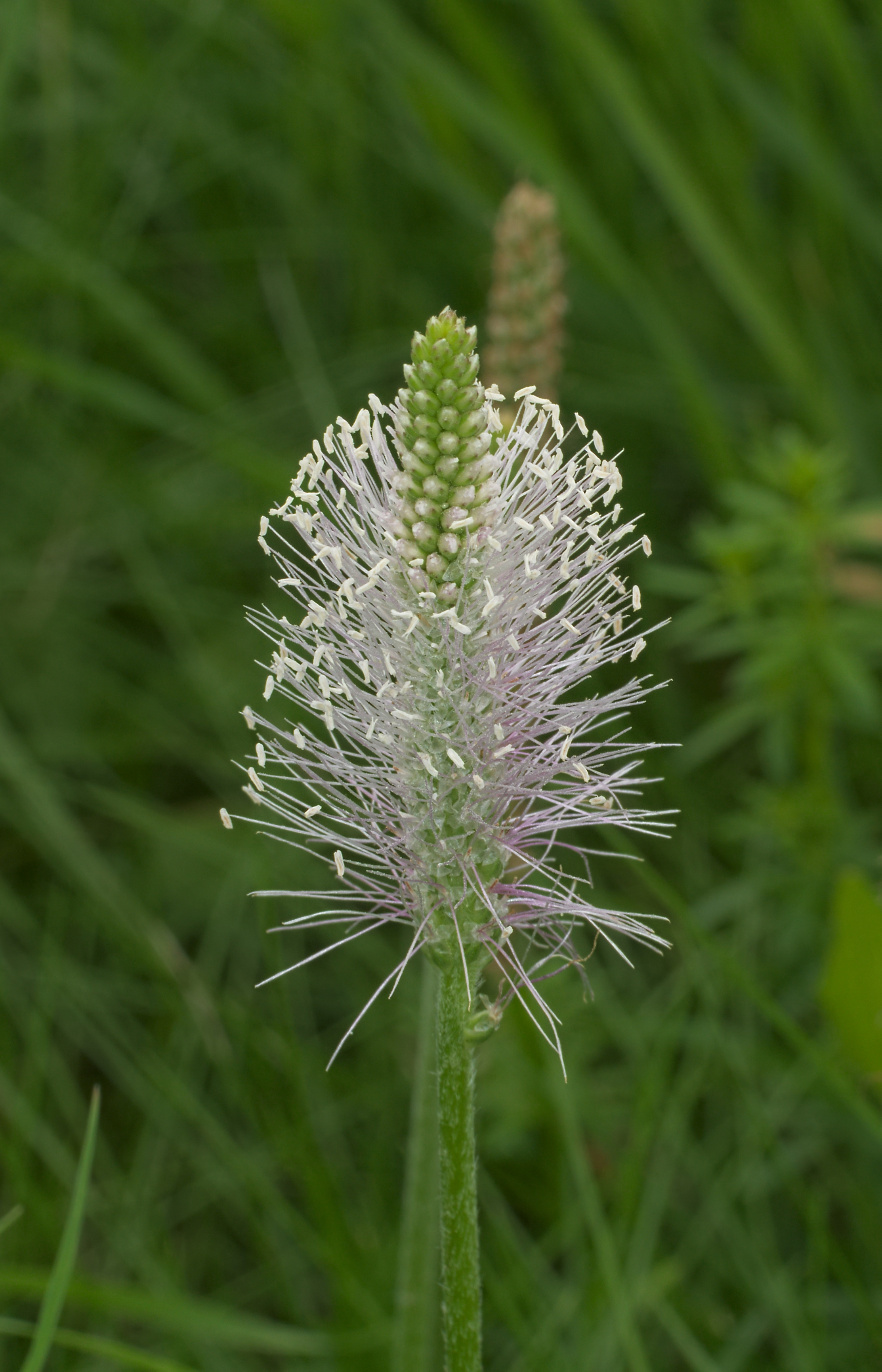
Wyeksponowane pręciki wiatropylnej babki średniej

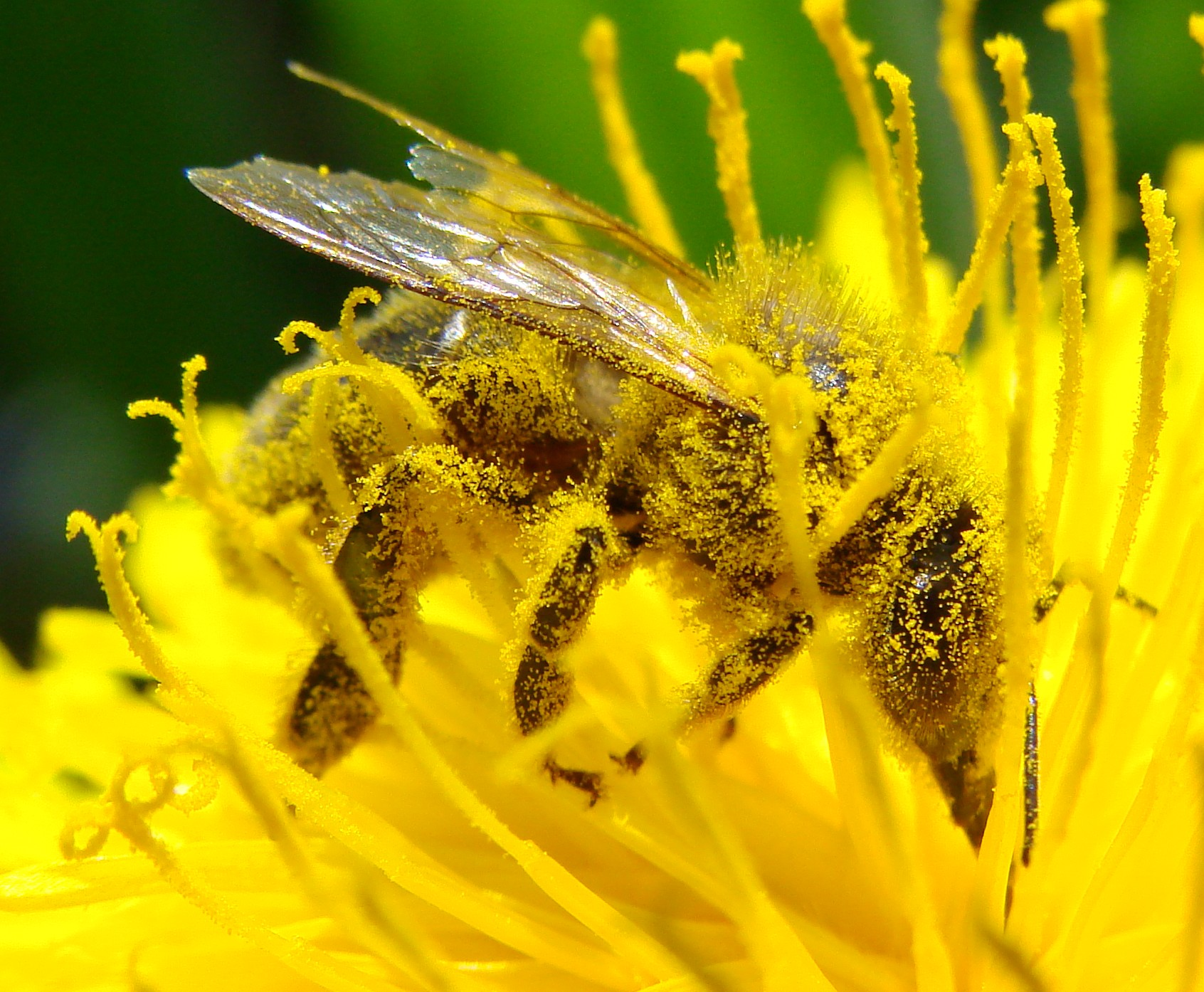
Pszczoła oblepiona pyłkiem na kwiatostanie mniszka pospolitego

Zapylenie – proces dokonujący się w kwiatach roślin nasiennych, polegający na przeniesieniu pyłku i jego rozwoju zakończonym zapłodnieniem komórki jajowej. W przypadku nagonasiennych pyłek przenoszony jest bezpośrednio na zalążek, u okrytonasiennych – na znamię słupka. Zapłodnienie poprzedzone jest rozluźnieniem kontaktu między komórkami tkanki stygmatoidalnej budującej znamię kwiatu oraz rozwojem pyłku, z którego wyrasta łagiewka pyłkowa przenosząca komórki plemnikowe do woreczka zalążkowego.

## Rodzaje zapylenia
- samozapylenie (autogamia) – gdy pyłek kwiatowy pochodzi z tego samego kwiatu, lub innego kwiatu, ale tej samej rośliny[3]
- zapylenie krzyżowe (ksenogamia, allogamia) – gdy pyłek pochodzi z kwiatu innej rośliny (tego samego gatunku)[3].

Samozapylenie w istotny sposób utrudnia powstanie u potomstwa  nowych kombinacji genów, z tego też powodu u większości roślin istnieją mechanizmy zapobiegające samozapyleniu i ułatwiające zapylenie krzyżowe. Zapylanie pyłkiem pochodzącym od innej rośliny nazywa się obcopylnością, a rośliny te roślinami obcopylnymi.
Istnieje wiele sposobów, w jaki pyłek może być przeniesiony z pręcika na znamię słupka i w zależności od tego wyróżnia się wśród roślin obcopylnych następujące rodzaje zapylenia:
- anemogamia (wiatropylność) – zapylenie przez wiatr
- hydrogamia – zapylenie przez wodę
- zoogamia – zapylenie przez zwierzęta, w tym m.in. owadopylność (entomogamia), ornitogamia lub malakogamia.

Najczęściej występującym rodzajem zapylania jest owadopylność, bardzo dużą rolę odgrywa także wiatropylność. 

## Fizjologia i biochemia zapylania
Kwiaty posiadają specjalne przystosowania do tego celu. Znamiona ich słupków są kleiste, a pyłek jest zwykle bardzo niewielkich rozmiarów. U roślin wiatropylnych są niewielkie i niepozorne, o uproszczonej budowie, za to wytwarzają ogromną ilość pyłku. Rośliny owadopylne, by zwabić zwierzęta wytwarzają duże i barwne kwiaty. Gdy kwiaty są niewielkie, łączą się w duże kwiatostany, czego doskonałym przykładem jest np. słonecznik. Jego ogromny kwiat to w istocie kwiatostan – koszyczek. U wielu roślin z rodziny astrowatych część kwiatów w kwiatostanie jest bezpłodna i służy wyłącznie do zwabiania owadów swoją barwą. Wiele kwiatów wabi zwierzęta za pomocą zapachu, np. róża, konwalia majowa, fiołek i inne, a niektóre także wytwarzają słodki nektar.